# 酒井幸平
酒井 幸平（さかい こうへい、1992年7月29日 - ）は、京都府出身の元サッカー選手、サッカー指導者。現役時のポジションはFW。

## 所属クラブ
- 2005年 - 2007年  岡山市立竜操中学校
- 2008年 - 2010年  京都橘高等学校
- 2011年 - 2012年  神戸学院大学
- 2013年 - 2014年  UEコルネジャ

## 指導歴
- 2013年 - 2014年  UEコルネジャ コーチ
- 2015年  鹿島アントラーズ アカデミーコーチ
- 2016年 - 2020年  ガンバ大阪
  - 2016年 アカデミーコーチ
  - 2017年 アカデミーコーチ兼アカデミースカウト
  - 2018年 - 2020年 アカデミーコーチ
- 2021年  藤枝MYFC  テクニカルコーチ
- 2023年 - 同年8月  Y.S.C.C.横浜 コーチ
- 2024年  岳南Fモスペリオ 監督
- 2025年 -  いわてグルージャ盛岡 テクニカルコーチ